# Benakat Minyak
Benakat Minyak is een bestuurslaag in het regentschap Muara Enim van de provincie Zuid-Sumatra, Indonesië. Benakat Minyak telt 1987 inwoners (volkstelling 2010).